# Djupranen
Der Djupranen (norwegisch sinngemäß für Langer Rücken) ist ein Presseisrücken an der Prinzessin-Astrid-Küste des ostantarktischen Königin-Maud-Lands. Er ragt zwischen dem Vigridisen und dem Nivlisen auf.
Wissenschaftler des Norwegischen Polarinstituts benannten ihn 1970 deskriptiv.